# Evelyn Leland
Evelyn Leland (ur. 1870, zm. 1930) – amerykańska astronom i „harwardzki komputer”, jedna z kobiet pracujących w obserwatorium Harvard College z Edwardem Pickeringiem. Pracowała tam w latach 1889-1925. Studiowała intensywnie gwiezdne widma odkrywanych gwiazd zmiennych i publikowała prace wraz z innymi członkiniami grupy.